# Arthur Fagen
Arthur Fagen (* 1951 in New York) ist ein US-amerikanischer Dirigent.

## Ausbildung und Engagements
Arthur Fagen studierte Dirigieren bei Laszlo Halasz und führte sein Studium an der Wesleyan University, am Curtis Institute bei Max Rudolf und am Mozarteum Salzburg unter Hans Swarowsky und Tito Gobbi fort. Nach Beendigung des Studiums arbeitete Fagen als Assistent von Christoph von Dohnányi an der Oper Frankfurt. Er war zunächst Erster Kapellmeister und wurde später Stellvertreter des GMD in Kassel. 1975 erhielt er eine Anstellung als Erster Kapellmeister an der Oper Enschede. Weiterhin übernahm er eine leitende Position am Staatstheater Braunschweig und wurde 1983 schließlich Chefdirigent an der Flanders Opera Antwerpen/Gent, ehe er 1986 in die USA zurückkehrte.
Fagen wirkte seit 1987 als Dirigent an der Metropolitan Opera in New York, wo er als Assistent von James Levine begonnen hatte. Des Weiteren dirigierte er unter anderem an folgenden Häusern:
- Lyric Opera in Chicago
- Staatsoper Unter den Linden
- Hamburgische Staatsoper
- Bayerische Staatsoper
- New Israeli Opera
- Teatro Real in Madrid
- Wiener Staatsoper
- Staatstheater Saarbrücken
- Staatstheater Stuttgart
- Baltimore Opera
- Edmonton Opera
- Teatro Colón Buenos Aires
- Semperoper

Weitere Engagements als Gastdirigent führten ihn unter anderem an die Tschechische Philharmonie, die Philharmonien von Tokio, Buffalo und Bergen, zum Deutschen Symphonie-Orchester Berlin und zu den Orchestern zahlreicher nationaler und internationaler Rundfunkanstalten wie dem WDR, dem BR, dem ORF und dem Radiotelevisione Italiana.
In jüngerer Zeit gastierte Fagen am Gulbenkian Orchester in Lissabon, dirigierte die Warschauer Philharmonie und übernahm 1999 die Leitung einer Neuproduktion an der Opéra de Toulouse. 2000 dirigierte er an der Opéra de Montpellier und wurde dort 2001 ein weiteres Mal engagiert. 2003 debütierte er beim Orchestre de la Suisse Romande in Genf. Im selben Jahr dirigierte er an der Deutschen Oper Berlin, und nahm 2004 mit einer Produktion in Budapest an einem Festival teil. 2006 dirigierte Fagen das Indianapolis Symphony Orchestra, die Nürnberger Philharmoniker und am Teatro Massimo.

## Aktuelle Tätigkeiten
Seit 2002 war Fagen GMD der Dortmunder Philharmoniker. Mit ihnen gastierte er mehrmals im Großen Festspielhaus Salzburg, im Concertgebouw Amsterdam, und im Théâtre de la Monnaie Brüssel. Außerdem führte eine Tournee mit den Dortmundern durch China, wo er u. a. in Peking und Shanghai auftrat. Zudem leitete er am Dortmunder Opernhaus zahlreiche Produktionen. Seine Amtszeit in Dortmund endete mit Ablauf der Spielzeit 2006/07. Sein Nachfolger wurde nach einer Interimsspielzeit 2008 Jac van Steen.
Im Juni 2011 dirigierte Fagan die Uraufführung der Oper „Le Cid“ von Gouvy am Staatstheater Saarbrücken.
Daneben beteiligte Fagen sich an CD-Produktionen und Rundfunkaufnahmen unter anderem für die BMG/RCA, das Radio China International (CRI), den Bayerischen Rundfunk, den Sender Freies Berlin (SFB) und den Westdeutschen Rundfunk sowie an einer Rossini-CD mit Vesselina Kasarova und Ramon Vargas.

## Auszeichnungen
Fagen ist Preisträger des internationalen Gino-Marinuzzi-Wettbewerbs und Gewinner des internationalen Dirigentenwettbewerb des Baltimore Symphony Orchestra.